# Moorhead, Minnesota
Moorhead är en stad i Clay County i delstaten Minnesota i USA. År 2010 uppgick befolkningen till 38 065 invånare. Moorhead är administrativ huvudort (county seat) för Clay County.
Staden ligger vid Minnesotas västra gräns, längs floden Red River of the North. På andra sidan floden ligger Fargo, North Dakota, som tillsammans med Moorhead utgör storstadsområdet Fargo-Moorhead.

## Historia
Moorhead grundades 1871 och döptes efter William G. Moorhead, en järnvägsdirektör som arbetade med den lokala järnvägen. Järnvägen som byggdes upp erbjöd möjligheten för både ekonomisk tillväxt och befolkningstillväxt i området, och homesteadlagen gav möjligheten för jordbrukare att etablera sig.
Staden inkorporerades officiellt 1881 och staden fick under samma decennium tillgång till el, vatten, avlopp och polis.